# Menjangan (Subah)
Menjangan is een bestuurslaag in het regentschap Batang van de provincie Midden-Java, Indonesië. Menjangan telt 1703 inwoners (volkstelling 2010).